# Divoké pivo
Divoké pivo je česká filmová komedie z roku 1995 režírovaná Milanem Muchnou. Komedie pojednává o privatizaci českého pivovaru. Film obdržel cenu Plyšový lev 1995 za nejhorší snímek roku.
Film se natáčel v jihočeské Třeboni.
Na filmu výtvarně spolupracoval kreslíř, karikaturista, ilustrátor a humorista Jiří Winter Neprakta.

## Děj
V malém jihočeském městě je připravována privatizace malého pivovaru. O pivovar usiluje mafie, která za vítězství ve výběrovém řízení slíbí starostovi uskutečnit ples v opeře. Z minulosti se vypraví zabránit podvodu Dobromila, která očaruje pivo. Po jeho napití se každý mluví jenom pravdu. Evelína, která pomáhá mafii a je k nerozeznání podobná Dobromile, je potrestána.

## Obsazení
- Markéta Hrubešová (dvojrole)
- Bronislav Poloczek
- Lubomír Kostelka
- Jiří Lábus
- Vlastimil Venclík
- Miroslav Vladyka
- Václav Upír Krejčí
- Jiří Sovák
- Antonín Jedlička
- Vítězslav Jandák
- Roman Skamene
- Luděk Sobota
- Pavel Nový
- Jana Paulová
- Jára Kohout
- Karel Augusta
- Vladimír Krška
- Jaroslava Hanušová
- Jan Vančura
- Drahomíra Vlachová
- Ivan Jonák